# Encinitas
Encinitas ist eine Stadt im San Diego County im US-Bundesstaat Kalifornien, Vereinigte Staaten. Das U.S. Census Bureau hat bei der Volkszählung 2020 eine Einwohnerzahl von 62.007 ermittelt.
Encinitas gilt als einer der besten Surfplätze für Wellenreiten weltweit. Die Stadt stellt eine principal city der Metropolitan Statistical Area (MSA) San Diego–Chula Vista–Carlsbad dar.

## Geografie
Das Stadtgebiet hat eine Größe von 52,1 km² und befindet sich an der Interstate 5. Encinitas liegt einige Kilometer nördlich von San Diego und 150 km südlich von Los Angeles. Im Süden der Stadt liegt das Ökoreservat San Elijo-Lagune.

## Klima
Das Klima in Encinitas ist sehr mild. Die durchschnittliche Tageshöchsttemperatur beträgt 22 °C.

## Demographie
Im Jahr 2010 lag die Bevölkerungsdichte bei 1149,6 Einwohner pro km².

## Wirtschaft
Stärkster Wirtschaftszweig der Stadt ist die Pflanzenindustrie. Encinitas ist Sitz des Gartenbauunternehmens Paul Ecke Ranch.

### Altersgruppen

#### Tabelle mit prozentualer Anzahl der Einwohner pro Altersgruppe
| unter 18 | 18 bis 24 | 25 bis 44 | 45 bis 64 | über 65 |
| -------- | --------- | --------- | --------- | ------- |
| 20,6 %   | 6,3 %     | 27,9 %    | 32,3 %    | 12,8 %  |

Durchschnittsalter: 41,5 Jahre

## Persönlichkeiten

### Söhne und Töchter der Stadt
- Chase Budinger (* 1988), Basketballspieler
- Emily Ratajkowski (* 1991), Model, hier aufgewachsen
- Summer Spiro (* 1988), Schauspielerin und Filmeditorin
- Sian Welch (* 1966), Triathletin
- Rayna Vallandingham (* 2003), Schauspielerin, Kampfsportkünstlerin und Influencerin

### Einwohner
- Mason Aguirre, Snowboarder
- Cindy Lee Berryhill, Sängerin & Songwriterin
- Jerry Buss (1933–2013), Besitzer der Los Angeles Lakers
- Chad Butler (1973–2007), Schlagzeuger bei Switchfoot
- Tom DeLonge (* 1975), Gitarrist und Sänger bei Blink-182 und Angels & Airwaves
- Richard Dreyfuss (* 1947), Schauspieler
- Jon Foreman, Sänger und Gitarrist bei Switchfoot
- Robert Foxworth (* 1941), Schauspieler
- Hiromi Itō (* 1955), Schriftstellerin
- Cloris Leachman (1926–2021), Schauspielerin
- Jack McDowell, Baseball-Spieler und Musiker
- Paula Newby-Fraser (* 1962), Triathletin
- Kenny Souza (* 1964), Duathlet
- Scott Stephens, Sänger bei Liquid Blue
- Jack Tempchin, Musiker und Songwriter
- Shaun White (* 1986), Snowboarder und Skateboarder
- Yogananda (1893–1952), indischer Yoga-Meister